# Võ Văn Tuấn
Võ Văn Tuấn (sinh ngày 7/11/1955) là một cựu tướng lĩnh Quân đội nhân dân Việt Nam, mang hàm Thượng tướng. Ông từng giữ chức Phó Tổng Tham mưu trưởng Quân đội nhân dân Việt Nam, nguyên là Phó Tư lệnh kiêm Tham mưu trưởng Quân chủng Phòng không-Không quân Việt Nam.

## Thân thế và sự nghiệp
Ông sinh năm 1955. Thân phụ ông là Võ Văn Sung, một nhà ngoại giao kỳ cựu. Sau khi tốt nghiệp trung học, ông nhập ngũ năm 1973, ban đầu được phân công về Sư đoàn 308 và chuẩn bị vào Nam tham chiến. Tuy nhiên, trong cùng thời gian đó, ông được tuyển dụng vào Không quân và được đưa về huấn luyện cơ bản ở sân bay Bạch Mai. Giữa năm 1975, đơn vị ông vào Nam tiếp quản Trường Sĩ quan không quân Nha Trang. Cuối năm 1975, ông được đưa sang Liên Xô để tiếp tục đào tạo trở thành phi công quân sự chuyên nghiệp lái MiG-21 tại Học viện Không quân Gagarin.
Trong thời gian học tập tại Liên Xô, ông được tuyển chọn và điều động chuyển loại sang học lái loại máy bay tiêm kích bom Su-22. Cuối năm 1979, ông về nước, được phân công về Trung đoàn 923 đóng tại sân bay Sao Vàng (Thanh Hóa), căn cứ đầu tiên của máy bay Su-22 tại Việt Nam. Năm 1983, ông lại được cử đi học ở Học viện không quân Gagarin (Liên Xô) đào tạo về chỉ huy tham mưu không quân.
Ông về nước năm 1987 và được điều động về công tác tại Trung đoàn không quân 937, chuẩn bị tiếp nhận số máy bay Su-22M4 của Liên Xô viện trợ cho Việt Nam và được đưa về Sân bay Thành Sơn (Thuận Hải). Được xem là một trong những phi công quân sự có kỹ thuật bay xuất sắc, ông được thăng dần lên các chức vụ chỉ huy cấp Trung đoàn Không quân. Cũng trong thời gian này, ông thường xuyên tham gia các chuyến bay tuần tra biển đầu tiên tại Quần đảo Trường Sa cuối thập niên 1980, đầu thập niên 1990. Bấy giờ, ông đang giữ chức vụ Phi đội trưởng Phi đội 2, Trung đoàn Không quân 937, hàm Thiếu tá.
Giữa thập niên 1990, ông được chọn là một trong 6 những phi công Việt Nam đầu tiên được cử sang Nga để huấn luyện chuyển loại Su-27. Bấy giờ ông đang giữ chức vụ Phó trung đoàn trưởng Trung đoàn không quân 937, hàm Trung tá.
Sau khi về nước, ông giữ nhiều vai trò, vừa là phi công trực chiến, vừa là giáo viên bay huấn luyện cho các phi công chuyển loại, vừa giữ chức vụ chỉ huy Trung đoàn. Ông được thăng cấp lên Thượng tá, giữ chức vụ Trung đoàn trưởng Trung đoàn Không quân 937. Cuối thập niên 1990, ông được rút về giữ các chức vụ chỉ huy trong Sư đoàn Không quân 370.
Tháng 3 năm 1999, Quân chủng Không quân sáp nhập lại với Quân chủng Phòng không thành Quân chủng Phòng không - Không quân để tinh giản và gọn nhẹ trong bộ máy quản lý, phù hợp với điều kiện Việt Nam. Ông được điều động về Quân chủng Phòng không - Không quân, giữ chức vụ Phó Tham mưu trưởng rồi Tham mưu trưởng Quân chủng Phòng không-Không quân, hàm Đại tá.
Năm 2008, ông được bổ nhiệm giữ chức Phó Tư lệnh kiêm Tham mưu trưởng Quân chủng Phòng không-Không quân, hàm Thiếu tướng.
Năm 2011, ông được bổ nhiệm giữ chức Phó Tổng Tham mưu trưởng, hàm Trung tướng.
Năm 2015, ông được thăng hàm Thượng tướng.
Ông nghỉ hưu năm 2017.

## Lịch sử thụ phong quân hàm
| Quân hàm |          |          |           |        |             |             |              |  |  |  |  |  |  |  |
| Cấp bậc  | Thiếu tá | Trung tá | Thượng tá | Đại tá | Thiếu tướng | Trung tướng | Thượng tướng |  |  |  |  |  |  |  |
|          |          |          |           |        |             |             |              |  |  |  |  |  |  |  |

## Gia đình
- Cha: Võ Văn Sung, một nhà ngoại giao Việt Nam, nguyên trợ lý bộ trưởng Bộ Ngoại giao, đại sứ đặc mệnh toàn quyền Việt Nam tại Pháp, Hà Lan, Bỉ, Luxemburg và Nhật Bản[8]
- Con trai: Võ Tuấn Dũng sinh 1986 (Cơ trưởng trẻ nhất vào năm 2011 của Hãng hàng không Vietnam Airlines)[8] có vợ là Trần Trang Nhung sinh năm 1987 (cơ phó của Hãng hàng không Vietnam Airlines)[9]